# Jovan Đurović
Jovan Đurović, črnogorski general, * 22. november 1917, † 2003.

## Življenjepis
Pred vojno je bil študent na beograjski Pravni fakulteti. Leta 1941 je vstopil v NOVJ in KPJ. Med vojno je bil politični komisar več enot.
Po vojni je končal VVA JLA in nadaljeval z vojaško kariero.